# 1913-as magyar atlétikai bajnokság
Az 1913-as magyar atlétikai bajnokságot – amely a 18. bajnokság volt. Hitelesítették az első magyar atlétikai világcsúcsot, Rajz Ferenc érte el 500 méteres síkfutásban (1:07,6).

## Eredmények

### Férfiak
| Versenyszám        | Arany                                                                    | Arany   | Ezüst                       | Ezüst   | Bronz                       | Bronz   |
| ------------------ | ------------------------------------------------------------------------ | ------- | --------------------------- | ------- | --------------------------- | ------- |
| 100 yard           | Szalay Pál MTK                                                           | 10,2    | Szenes József MTK           |         | Boros Géza MTK              |         |
| 220 yard           | Szalay Pál MTK                                                           | 23,0    | Mezei Frigyes BEAC          |         | Szenes József MTK           |         |
| 440 yard           | Mezei Frigyes BEAC                                                       | 52,0    | Varga Sándor MTK            |         | Fábián Vilmos Magyar AC     |         |
| 880 yard           | Rajz Ferenc MTK                                                          | 2:02,0  | Palotai Ottó FTC            |         | Bukovinszky János Magyar AC |         |
| 1 mérföld          | Forgács Ferenc BEAC                                                      | 4:42,0  | Bukovinszky János Magyar AC |         | Thomka Áron BEAC            |         |
| 3 mérföld          | Forgács Ferenc BEAC                                                      | 15:41,8 | Vörös Vince MTE             |         | Lovas Antal Magyar AC       |         |
| 15 km              | Felix Kwieton WAF                                                        | 53,37:0 | Váradi Mihály BEAC          |         | Thomka Áron BEAC            |         |
| 120 yard gát       | Mészáros Béla BEAC                                                       | 16,6    | Kováts Nándor MTK           |         | Kuthy János FTC             |         |
| mezei futás        | Forgács Ferenc BEAC                                                      |         | László Imre BEAC            |         | Váradi Mihály BEAC          |         |
| mezei futás csapat | BEAC Forgács Ferenc László Imre Váradi Mihály Thomka Áron Gergely Sándor | 17      | MTE                         | 46      | BAK                         | 70      |
| 10 km gyaloglás    | Szablár Péter FTC                                                        | 50:11,2 | Bihari János ESC            |         | Fekete Lipót ESC            |         |
| 30 km gyaloglás    | Szablár Péter FTC                                                        | 2:42:23 | Bihari János ESC            |         | Bajád Gergely MTE           |         |
| magasugrás         | Wardener Iván MTK                                                        | 185 cm  | Vadon Géza Magyar AC        | 182 cm  | Finta Dezső KEAC            | 176 cm  |
| távolugrás         | Kovács György BEAC                                                       | 667 cm  | Lichtneckert László SZTC    | 667 cm  | Sebők Sándor BEAC           | 651 cm  |
| rúdugrás           | Szathmáry Kálmán Magyar AC                                               | 321 cm  | Szemere János Magyar AC     | 300 cm  | Wagner Károly Magyar AC     | 300 cm  |
| súlylökés          | Mudin Imre Magyar AC                                                     | 13,68 m | Pogány Géza Magyar AC       | 13,25 m | Ambrózy Károly BEAC         | 12,75 m |
| diszkoszvetés      | Újlaki Rezső Temesvári AC                                                | 43,94 m | Toldi Sándor FTC            | 42,16 m | Nyilassy Károly BTC         | 39,66 m |
| gerelyhajítás      | Kóczán Mór FTC                                                           | 50,50 m |                             |         |                             |         |

### Magyar atlétikai csúcsok
- 300 m síkfutás 36,4 Vcs. Mezei Frigyes Diósgyőr 1913. 8. 31.
- 500 m síkfutás 1:07,6 Vcs. Rajz Ferenc Budapest 7. 6.